# Julien Morice
Julien Morice (* 20. Juli 1991 in Vannes) ist ein französischer Radsportler, der hauptsächlich als Spezialist für Einer- und Mannschaftsverfolgung auf der Bahn  aktiv ist.

## Sportliche Laufbahn
2008 wurde Julien Morice gemeinsam mit Julien Duval, Emmanuel Keo und Erwan Téguel Junioren-Europameister in der Mannschaftsverfolgung. 2011 und 2014 wurde er französischer Meister in der Mannschaftsverfolgung, 2014 zudem in der Einerverfolgung.
Bei den UCI-Bahn-Weltmeisterschaften 2015 im heimischen Saint-Quentin-en-Yvelines, einem Vorort von Paris, errang Morice die Bronzemedaille in der Einerverfolgung. Es war die erste WM-Medaille in einer Ausdauerdisziplin für einen französischen Radsportler seit 1998.
2016 startete Morice bei der Vuelta a España und belegte in der Gesamtwertung Rang 150. Im Jahre 2018 entschied er eine Etappe der Sharjah Tour für sich. Ende 2022 beendete er seine Radsportlaufbahn.

## Erfolge

### Bahn
2008
- Junioren-Europameister – Mannschaftsverfolgung (mit Julien Duval, Emmanuel Keo und Erwan Téguel)

2008
- Junioren-Europameisterschaften – Mannschaftsverfolgung (mit Bryan Coquard, Emmanuel Keo und Jules Pijourlet)

2010
- U23-Europameisterschaft – Mannschaftsverfolgung (mit Vivien Brisse, Nicolas Giulia und Julien Duval)

2011
- Französischer Meister – Mannschaftsverfolgung (mit Bryan Coquard, Benoît Daeninck, Damien Gaudin und Morgan Lamoisson)

2013
- U23-Europameisterschaft – Mannschaftsverfolgung (mit Romain Le Roux, Fabien Le Coguic und Bryan Coquard)

2014
- Französischer Meister – Einerverfolgung, Mannschaftsverfolgung (mit Jean-Marie Gouret, Lucas Destang und Thomas Boudat)

2015
- Weltmeisterschaft – Einerverfolgung
- Französischer Meister – Omnium, Mannschaftsverfolgung (mit Thomas Boudat, Bryan Coquard und Bryan Nauleau)

### Straße
2018
- eine Etappe Sharjah Tour

## Grand-Tour-Platzierungen
| Grand Tour            | 2016 | 2017 | 2018 | 2019 | 2020 | 2021 | 2022 |
| --------------------- | ---- | ---- | ---- | ---- | ---- | ---- | ---- |
| Giro d’ItaliaGiro     | –    | –    | –    | –    | –    | –    | –    |
| Tour de FranceTour    | –    | –    | –    | –    | –    | –    | –    |
| Vuelta a EspañaVuelta | 150  | –    | –    | –    | –    | –    | –    |